# Pamela (Roman)

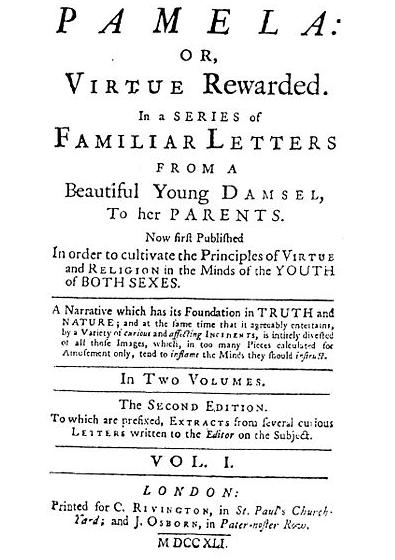
Titelblatt der Erstausgabe

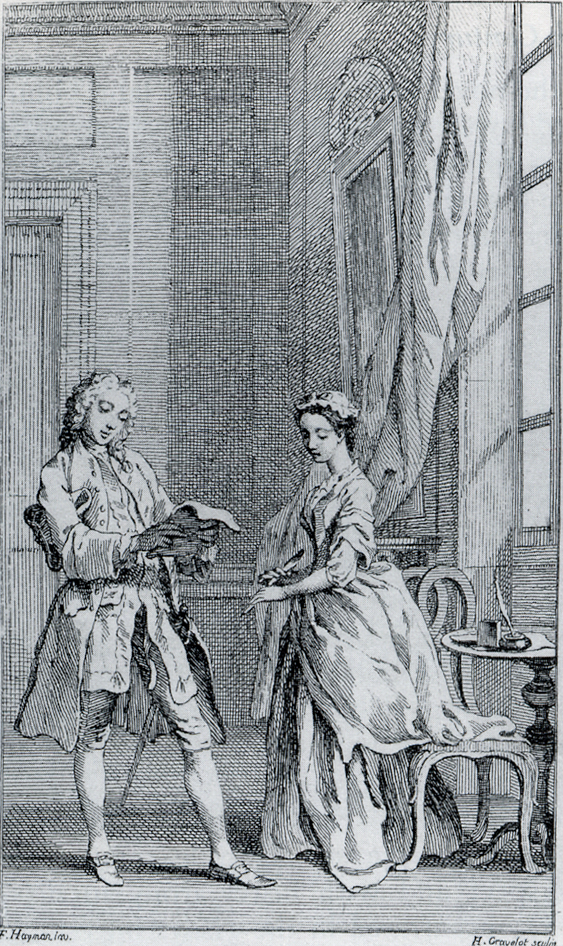
Kupferstich aus der Luxusausgabe von Pamela (1742)

Pamela, or Virtue Rewarded (dt. Pamela oder die belohnte Tugend) ist ein Briefroman des englischen Schriftstellers Samuel Richardson. Die erste Ausgabe des Buches erschien 1740.

## Inhalt
Der Roman schildert die Geschichte einer schönen, jedoch mittellosen fünfzehnjährigen Dienerin namens Pamela Andrews. Ihr Meister, der adlige Mr. B., macht ihr unerwünschte Avancen nach dem Tode seiner Mutter, als deren Magd sie seit dem Alter von zwölf Jahren gearbeitet hatte. Mr. B. ist von ihrem Anblick, ihrer Unschuld und Intelligenz hingerissen, doch seine gesellschaftliche Stellung hindert ihn zunächst daran, ihr eine Heirat vorzuschlagen. Er entführt sie auf eines seiner Güter, wo er sie zu verführen und zu vergewaltigen versucht. Sie widersteht seinen Versuchungen und weigert sich, seine Mätresse zu werden, wird sich jedoch nach und nach der Tatsache bewusst, dass sie sich in ihn verliebt. Nachdem er ihre Briefe an ihre Eltern abgefangen und gelesen hat, verliebt er sich noch mehr in ihre unschuldige Intelligenz und ihre ständigen Fluchtversuche. Ihre Tugend wird schließlich belohnt, als er seine Ehrlichkeit beweist und ihr einen Heiratsantrag stellt. Im zweiten Teil des Romans versucht Pamela, sich an das Verhalten der oberen Gesellschaftsschichten anzupassen und eine erfolgreiche Beziehung zu ihrem Mann aufzubauen.

## Rezeption
Das Buch, ursprünglich als Erziehungsroman angelegt, wurde bald nach seinem Erscheinen zu einem äußerst populären Bestseller, obwohl einige Stellen als anzüglich kritisiert wurden. Es wurde von Abbé Prévost ins Französische übersetzt und von Carlo Goldoni für die italienische Bühne adaptiert. In England regte es zu zahlreichen Parodien an, darunter Shamela und Joseph Andrews von Richardsons Rivale Henry Fielding und Anti-Pamela von Eliza Haywood.

## Ausgaben
- Samuel Richardson: Pamela, or, Virtue Rewarded. Penguin Classics, London 1980, ISBN 978-0-14-043140-7.